# Pengaringan (Pejagoan)
Pengaringan is een bestuurslaag in het regentschap Kebumen van de provincie Midden-Java, Indonesië. Pengaringan telt 540 inwoners (volkstelling 2010).